# Dynasty Warriors
Dynasty Warriors (真・三國無双, Shin Sangokumusō, lit. "Els veritables Tres Regnes sense rival") són una sèrie de jocs de tàctiques i acció en temps real, uns videojocs creats per Koei. La guardonada sèrie és un spin-off de Koei de la sèrie de jocs d'estratègia per torns Romance of the Three Kingdoms, basats, vagament, en l'entorn de l'èpica xinesa del mateix nom. El primer joc anomenat Dynasty Warriors (Sangokumusō en Japó) és un joc de lluita i no una part veritable de la sèrie. Tots els títols europeus tenen un número per davant de les seues contrapartides japoneses, a causa de la nominació anglesa Shin Sangokumusō, un spin-off del joc Sangokumusō prèviament esmentat com Dynasty Warriors 2.
Des del 18 de novembre de 1997, les sèries Dynasty Warriors han venut més de 9 milions d'unitats en tot el món.

## Games

### Joc Original
- Dynasty Warriors (Sangokumusō) (1997) - PlayStation.

### Sèries
- Dynasty Warriors 2 (Shin Sangokumusō) (2000) - PlayStation 2.
- Dynasty Warriors 3' (Shin Sangokumusō 2) (2001) - PlayStation 2; (2002) - Xbox.
- Dynasty Warriors 3: Xtreme Legends (Shin Sangokumusō 2 Mōshōden) (2002) - PlayStation 2.
- Dynasty Warriors 4 (Shin Sangokumusō 3) (2003) - PlayStation 2, Xbox.
- Dynasty Warriors 4: Xtreme Legends (Shin Sangokumusō 3 Mōshōden) (2003) - PlayStation 2.
- Dynasty Warriors 4: Empires (Shin Sangokumusō 3 Empires) (2004) - Playstation 2.
- Dynasty Warriors PSP (Shin Sangokumusō) (2004) - PlayStation Portable.
- Dynasty Warriors 5 (Shin Sangokumusō 4) (2005) - PlayStation 2, Xbox.
- Dynasty Warriors Advance (Shin Sangokumusō Advance) (2005) - Game Boy Advance.
- Dynasty Warriors 4 Hyper (Shin Sangokumusō 3 Hyper) (2005) - Windows 2000/XP.
- Dynasty Warriors 5: Xtreme Legends (Shin Sangokumusō 4 Moushouden) (2005) - PlayStation 2.
- Dynasty Warriors 5 Special (Shin Sangokumusō 4 Special) (2005) - Xbox 360, Windows XP.
- Dynasty Warriors 5: Empires (Shin Sangokumusō 4 Empires) (2006) - PlayStation 2, Xbox 360.
- Dynasty Warriors Vol. 2 (Shin Sangokumusō 2nd Evolution) (2006) - PlayStation Portable.
- Dynasty Warriors BB (Shin Sangokumusō BB) (2006) - Windows 2000/XP (Online).
- Dynasty Warriors DS: Fighter's Battle (Shin Sangokumusō DS) (2007) - Nintendo DS.
- Dynasty Warriors 6 (Shin Sangokumusō 5) (2007) - PlayStation 3, Xbox 360, Windows XP (2008).
- Dynasty Warriors 6 Special (Shin Sangokumusō 5 Special) (2008) - Playstation 2.

### Spin-offs
- Dynasty Warriors Mahjong (Jan Sangokumusō) (2006) - PlayStation 2, PlayStation Portable, Nintendo DS.
- Warriors Orochi (Musō Orochi) (2007) - PlayStation 2, Xbox 360, Windows, Playstation Portable.
- Dynasty Warriors: Gundam (Gundam Musō) (2007) - PlayStation 3, Xbox 360.
- Warriors Orochi 2 (Muso Orochi: Maou Sairin) (2008) - Playstation 2.

## Característiques del joc
El primer Dynasty Warriors fou un tradicional joc de lluita d'un contra un, distribuït en el 1997 per la PlayStation. Amb un estil de joc que recordava al del Tekken amb l'addició d'armes i alguns moviments més exòtics.
El següent joc va ser llançat al Japó com Shin (True) Sangokumusou. Aquest joc va ser llançat en altres països com Dynasty Warriors 2, induint a la discrepància en els números del títol. A partir d'aquest joc en endavant, el jugador tria un personatge jugable general, i juga a través d'una sèrie de nivells que representen els diferents conflictes en el període dels Tres Regnes de la Xina, finalment, acabava derrotant a dos dels altres regnes, convertint-se en el governant al comandament d'una Xina unificada. En aquesta mecànica de joc, coneguda com a Musou Mode, els generals són triats basant-se en un dels tres regnes (Wu, Shu o Wei; tanmateix, de Dynasty Warriors 3: Xtreme Legends encara que, més tard, als generals independents se'ls dona una història completa també en el mode). Dynasty Warriors 3 té dos personatges secrets, Nu Wa i Fu Xi, que no es podien jugar al Musou Mode.
Tant Dynasty Warriors 3 com Dynasty Warriors 5 tenen Musou Modes individuals per a cada personatge. Dynasty Warriors 4 té un individual, més llarg, i Musou Mode sencer per a cada regne. Per exemple, tots els personatges alineats amb Wu juguen el Musou Mode de Wu. Açò permet al jugador canviar personatges amb un altre general del mateix regne amb què està jugant el mode història, si vol.
Les pantalles estan presentades en una vista de tercera persona, amb la càmera darrere del jugador que s'enfronta a les forces enemigues. Cada escenari pot tenir diferents condicions de victòria o derrota, encara que la mateixa mort del jugador, invariablement, duu a la pantalla de joc acabat. Alguns escenaris solen consistir en la mort del jugador de l'oficial superior, la pèrdua d'un aliat o fortificació, o la fugida d'un líder enemic. Els generals en Dynasty Warriors tenen relativament capacitats sobrehumanes, i poden enviar soldats enemics a volar per l'aire d'un sol colp, inclús de donar-los mort instantània. Alguns generals poden disparar projectils màgics o copejar a terra per crear ones expansives. És possible que un sol general puga matar a centenars o, fins i tot, a milers de soldats enemics i derrotar el comandant enemic, sense l'ajuda de l'AI que controla als aliats. De fet, el joc declara al personatge com imbatible (ja siga a través de la naturalesa o el caràcter d'oficial superior) cada vegada que el jugador mata 1000 soldats.
L'ordre dels esdeveniments en una partida completa de Musou Mode segueix l'ordre general establit per la història del Romanç dels Tres Regnes, amb assignacions fetes perquè hi haja resultats invariables (per exemple, l'exèrcit del jugador guanya una batalla que històricament s'haguera perdut).

## Personatges
Hi ha, com a Dynasty Warriors 5, un total de 48 personatges jugables en les sèries Dynasty Warriors. 4 personatges que es trobaven en anteriors edicions han sigut, des de llavors, eliminats. Amb el llançament de Dynasty Warriors 6 {Shin Sangoku Musou 5} 7 personatges han estat eliminats del joc. Cada personatge està armat amb una arma, que pot ser una arma històrica convencional, una exòtica arma de guerra, o una arma màgica que augmenta els seus poders místics i les seues estadístiques.

### Shu
- Liu Bei (劉備) Disponible en Dynasty Warriors 2-6
Arma: Taijijian (King of Shu)

- Guan Yu (關羽) Disponible en Dynasty Warriors 1-6
Arma: Guan Dao (Divine Dragon)

- Zhang Fei (張飛) Disponible en Dynasty Warriors 1-6
Arma: Llança Serp (Venom)

- Zhuge Liang (諸葛亮) Disponible en Dynasty Warriors 1-6
Arma: Ventall de Guerra (Divine Feather)

- Zhao Yun (趙雲) Disponible en Dynasty Warriors 1-6
Arma: Qiang (Raging Dragon)

- Ma Chao (馬超) Available in Dynasty Warriors 2-6
Arma: Mao (Last Stallion)

- Huang Zhong (黄忠) Disponible en Dynasty Warriors 2-6
Arma: Dao (Venerable Master)

- Guan Ping (關平) Disponible en Dynasty Warriors 5-6
Arma: Zhanmadao (Young Dragon)

- Wei Yan (魏延) Disponible en Dynasty Warriors 3-6
Arma: Double Voulge (Meteor Strike)

- Pang Tong (龐統) Disponible en Dynasty Warriors 3-6
Arma: Bastó (Great Phoenix)

- Yue Ying (月英) Disponible en Dynasty Warriors 4-6
Arma: Scythe (Nether Realm)

- Jiang Wei (姜維) Disponible en Dynasty Warriors 2-5
Arma: Trident (Prodigal)

- Xing Cai (星彩) Disponible en Dynasty Warriors 5
Arma: Forc de Batalla (Ambition)

### Wei
- Cao Cao (曹操) Disponible en Dynasty Warriors 1-6
Arma: Broad Sword (King of Wei)

- Xiahou Dun (夏侯惇) Disponible en Dynasty Warriors 1-6
Arma: Cimitarra (Kirin Blaze)

- Zhang Liao (張遼) Disponible en Dynasty Warriors 2-6
Arma: Guan Dao (Celestial Wyvern)

- Dian Wei (典韋) Disponible en Dynasty Warriors 1-6
Arma: Destral de Pelar (Bull Rampage)

- Sima Yi (司馬懿) Disponible en Dynasty Warriors 2-6
Arma: Ventall d'estrateg (Abyssal Feather)

- Xiahou Yuan (夏侯淵) Disponible en Dynasty Warriors 2-6
Arma: Vara de Batalla (Mystic Fang), Vara de Ferro (Ogre Rod)

- Xu Huang (徐晃) Disponible en Dynasty Warriors 3-6
Arma: Poleaxe (Annihilator)

- Cao Pi (曹丕) Disponible en Dynasty Warriors 5-6
Arma: Doble Espasa (Chaos)

- Xu Zhu (許褚) Disponible en Dynasty Warriors 1-6
Arma: Maça (Earth Shaker)

- Cao Ren (曹仁) Disponible en Dynasty Warriors 4-6
Arma: Buckler Blade (Kai)

- Zhang He (張郃) Disponible en Dynasty Warriors 3-6
Arma: Tiger Claws (Infernal Talon)

- Zhen Ji (甄姫) Disponible en Dynasty Warriors 3-6
Arma: Flauta (Twilight Flute)

- Pang De (龐徳) Disponible en Dynasty Warriors 5
Arma: Dual Halberds (Heavenly Halberd)

### Wu
- Sun Jian (孫堅) Disponible en Dynasty Warriors 2-6
Arma: Taijijian (King of Wu)

- Gan Ning (甘寧) Disponible en Dynasty Warriors 2-6
Arma: Dao (Leviathan)

- Sun Shang Xiang (孫尚香) Disponible en Dynasty Warriors 1-6
Arma: Wind and fire wheels (Astral Chakram) Note: Les seues armes malament referides com Chakram

- Zhou Yu (周瑜) Disponible en Dynasty Warriors 1-6
Arma: Sword (Scion Sword)

- Lu Xun (陸遜) Disponible en Dynasty Warriors 1-6
Arma: Dual Sabers (Raptor)

- Sun Ce (孫策) Disponible en Dynasty Warriors 3-6
Arma: Dual Tonfa (Hierophant)

- Huang Gai (黃蓋) Disponible en Dynasty Warriors 3-6
Arma: Iron Rod (Shade)

- Sun Quan (孫權) Disponible en Dynasty Warriors 2-6
Arma: Taijijian (Legacy)

- Zhou Tai (周泰) Disponible en Dynasty Warriors 4-6
Arma: Tachi (Setsuna) Note: La seua arma malament referida com Katana

- Lu Meng (呂蒙) Disponible en Dynasty Warriors 2-6
Arma: Ge (Mystic Hunter)

- Taishi Ci (太史慈) Disponible en Dynasty Warriors 1-6
Arma: Dual Hard Whips (Demon Slayer)

- Ling Tong (凌統) Disponible en Dynasty Warriors 5-6
Arma: Nunchuku (Dragon Fury)

- Xiao Qiao (小喬) Disponible en Dynasty Warriors 3-6
Arma: Ventall plegable (Fatal Grace)

- Da Qiao (大喬) Disponible en Dynasty Warriors 3-5
Arma: Ventall plegable (Mortal Beauty)

### Altres
- Lu Bu (呂布) Disponible en Dynasty Warriors 1-6
Arma: Ji (Maelstrom)

- Diao Chan (貂蝉) Disponible en Dynasty Warriors 1-6
Arma: Dual Chúi (Muse)

- Yuan Shao (袁紹) Disponible en Dynasty Warriors 2-6
Arma: Taijijian (Majesty)

- Dong Zhuo (董卓) Disponible en Dynasty Warriors 2-6
Arma: Jagged edged Sword (Pandemonium)

- Zhang Jiao (張角) Disponible en Dynasty Warriors 2-6
Arma: Staff (Staff of Peace)

- Zuo Ci (左慈) Disponible en Dynasty Warriors 5
Arma: Card Deck (Trump Deck)

- Meng Huo (孟獲) Disponible en Dynasty Warriors 3-5
Arma: Gauntlets (King of Nanman)

- Zhu Rong (祝融) Disponible en Dynasty Warriors 3-5
Arma: Boomerang (Fire Goddess)

- Toukichi Disponible en Dynasty Warriors 1
Arma: Espasa

- Fu Xi (伏羲) Disponible en Dynasty Warriors 3
Arma: Referred to as a Longsword, but is actually closer to a Zweihänder (Fengshen Sword)

- Nu Wa (女媧) Disponible en Dynasty Warriors 3
Arma: Rapier and Buckler (Fengshen Rapier)

## Escenaris
Molts dels escenaris són notables recreacions de batalles històriques o tretes de la novel·la Romanç dels Tres Regnes, mentre que les creacions originals es van fer més comunes amb nous edicions. Ací està una llista d'escenaris de Dynasty Warriors 2 a Dynasty Warriors 5 que apareixen amb bastant freqüència en tota la sèrie.
- The Yellow Turban Rebellion (184A.D.).
- Battle of Si Shui Gate (191).
- Battle of Hu Lao Gate (191).
- Battle of Wan Castle (197).
- Battle of Wu Territory (197).
- Battle of Xia Pi (198).
- Battle of Guan Du (200).
- Guan Yu's Escape (200).
- Battle of Xia Kou (208).
- Battle of Chang Ban (208).
- Battle of Chi Bi (208).
- Battle of Tong Gate (211).
- Battle of Cheng Du (214).
- Battle of He Fei (215).
- Battle of Mt. Ding Jun (219).
- Battle of Fan Castle (219).
- Battle of Yi Ling (222).
- Conquest of Nan Zhong (225).
- Battle of Jie Ting (228).
- Battle of Shi Ting (228).
- Battle of He Fei Castle (234).
- Battle of Wu Zhang Plains (234).

## Banda sonora
La serie Dynasty Warriors usa instruments tradicionals xinesos juntament amb rock dur. Per a la majoria dels escenaris específics s'han creat pistes de música exclusives, i la música canvia depenent de la situació de la batalla.
A partir de Dynasty Warriors 3, Lu Bu rep la seua pròpia cançó, i ha continuat en cada joc des de llavors.

## Popularitat
A causa de l'enorme popularitat de Dynasty Warriors, Koei va llançar nombrosos jocs addicionals a la sèrie.

### Spinoffs
Seguint l'èxit Dynasty Warriors, Koei llançà Dynasty Tactics en 2002 i la seua seqüela en l'any següent, centrant-se en l'estratègia i la tàctica en les mateixa disposició dels Tres Regnes.
Probablement, la segona més reconeguda franchise de Koei, les sèries Samurai Warriors (Sengoku Musou en Japó), fou llançada en 2004, usant en el seu lloc el Període Sengoku del Japó al mateix temps que segueix mantenint similar jugabilitat que el seu predecessor.
2006 va veure el llançament de Dynasty Warriors Mahjong (Jan Sangoku Musou en Japó), que és completament diferent de la resta de la sèrie, ja que té els mateixos personatges jugant en el joc de Mahjong, en lloc de la dinàmica general dels jocs.
En 2007, Koei llança el seu primer joc per a la nova generació de consoles de Xbox 360 i Playstation 3; Dynasty Warriors: Gundam (Gundam Musou en Japó), combinant la sèrie popular Gundam series amb la jugabilitat i motor del Dynasty Warriors, i anteriorment en eixe mateix any, Warriors Orochi (Musou Orochi en Japó) fou llançat, combinant les sèries Dynasty Warriors i Samurai Warriors en un crossover de ficció. Una seqüela d'eixe joc, Warriors Orochi 2, fou llançat en abril del 2008 al Japó i serà distribuït en Nord Amèrica en setembre del 2008.
Bladestorm: The Hundred Years' War fou llançat també en 2007, usant una jugabilitat a la sèrie Kessen de Koei.

### Xtreme Legends i Empires
En 2002, un Xtreme Legends (Moushouden al Japó) es va publicar com suplement de Dynasty Warriors 3, amb les maneres història
 dels personatges en l'altra categoria. Des de llavors, les expansiones Xtreme Legends han estat llançades per a tots els principals títols de Dynasty Warriors per a la Playstation 2 fins a la data, afegint noves maneres de joc i armes més potents. En l'actualitat es desconeix si un Xtreme Legends serà llançat para Dynasty Warriors 6.
En 2004, altra expansió va ser llançada a partir de Dynasty Warriors 4. El suplement Empires utilitza l'acció del joc regular, i la combina amb els elements estratègics i tàctics de la sèrie anterior del Romanç dels Tres Regnes de Koei. Dynasty Warriors 5 també va rebre una expansió Empires en 2006.
Les sèries de Samurai Warriors segueixen al seu predecessor tenint expansions Xtreme Legends i Empires també, amb el primer Xtreme Legends pel primer Samurai Warriors llançat en 2004, i la primera expansió Empires llançada per Samurai Warriors 2 en 2007.

### Conversions a altres sistemes
Dynasty Warriors 3 va ser dut a la plataforma Xbox en 2002 i, des de llavors, els títols posteriors han estat llançats directament al mateix sistema, sense les expansions de Xtreme Legends i Empires.
En 2004, Koei va crear el primer títol de Dynasty Warriors per a una consola portètil, Dynasty Warriors, en la Playstation Portable, i l'any següent, Dynasty Warriors Advance per a la Game Boy Advance.
Dynasty Warriors 4 Hyper en 2005 està marcat com el primer joc per a PC. En 2006, Dynasty Warriors BB (reanomenat Dynasty Warriors Online en 2007) fou llançat. És únic, ja que és un joc en línia, amb jugadors de tot el món que interaccionen uns amb uns altres.

## Crítica al doblatge anglès
Les veus angleses de doblatge en la sèrie Dynasty Warriors utilitzen erròniament senzilles pronunciacions de la romàntica pinyin en noms de personatges i llocs. Els resultats són més aviat humorístics per a les opinions xineses i enganyosos per l'audiència occidental. Alguns exemples lamentables són la malpronunciació de Cao Cao (pronunciat com cow cow en lloc de tsao tsao, si s'utilitza Wade-Giles) i Cao Pi (pronunciat cow pee en lloc de tsao pee).